# Rhipidoglossum xanthopollinium
Rhipidoglossum xanthopollinium är en orkidéart som först beskrevs av Heinrich Gustav Reichenbach, och fick sitt nu gällande namn av Rudolf Schlechter. Rhipidoglossum xanthopollinium ingår i släktet Rhipidoglossum och familjen orkidéer. Inga underarter finns listade i Catalogue of Life.